# شيرلوك

## شيرلوك |Sherlook(لعبة تفاعلية)
شيرلوك هي لعبة تفاعلية إلكترونية سعودية أُطلقت في 24 مايو 2025، ويعود تطويرها إلى فهد (مؤسس اللعبة). تُعد شيرلوك أول لعبة تفاعلية سعودية تشارك في كأس العالم للرياضات الإلكترونية (EWC 2025)، وتهدف إلى الجمع بين التحدي المعرفي وروح المنافسة الحماسية بين الفرق.

### فكرةاللعبة
تعتمد شيرلوك على التنافس بين فريقين في كل جولة. قبل بداية اللعب، يختار كل فريق ثلاث فئات من أصل ست فئات متاحة. تحتوي اللعبة على 36 سؤالاً، وتُحسب النقاط بناءً على الإجابات الصحيحة، حيث يفوز الفريق الذي يجمع أكبر عدد من النقاط في نهاية الجولة.

### وسائل المساعدة
تتضمّن اللعبة ثلاث وسائل مساعدة يمكن استخدامها أثناء الجولة:
1. سرقة النقاط – سحب نقاط من الفريق المنافس.
2. جوابك جوابين – الحصول على خيارين للإجابة.
3. الاتصال بصديق – طلب مساعدة من لاعب خارج الجولة.

### التحديثات والمحتوى
تُحدّث اللعبة أسبوعياً بإضافة أسئلة وفئات جديدة، وتتيح فترة تجربة مجانية لفترة محدودة.

### المشاركات
شاركت شيرلوك في كأس العالم للرياضات الإلكترونية 2025، ممثلة أول دخول للعبة تفاعلية سعودية في هذا الحدث العالمي.